# Adrien Lannes de Montebello

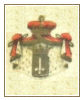
Wapen van een graaf Lannes op een etiket uit 1837

Adrien Lannes de Montebello is de naam van een historisch, maar inmiddels opgeheven champagnehuis. De champagne van het huis is niet meer in de handel. Adrien Lannes de Montebello was een nakomeling van de Franse maarschalk Jean Lannes die de adellijke titel van een Hertog van Montebello verwierf.
Het champagnehuis bezat 100 hectare wijngaard en was gevestigd in het kasteel van Mareuil-sur-Ay. Daar werden de druiven geperst en bevonden zich ook de diepe, in de krijtrotsen uitgehouwen kelders. Ondanks economische crises, twee vernietigende oorlogen in 1870 en 1914 - 1918 en een epidemie van phylloxera heeft het huis gefloreerd totdat de economische crisis van 1929 leidde tot opheffing van het champagnehuis.
Het champagnehuis, dat eerder Louis Napoléon Lannes en Alfred Lannes de Montebello had geheten, voerde tot de opheffing de naam van Adrien Jean Lannes de Montebello (9 augustus 1851 in Parijs - 6 juni 1935 in Reims).
De champagne werd verkocht met een capsule waarop het wapen van de hertogelijke familie Lannes was afgebeeld. Het wapen stond ook op het etiket dat in grote letters de naam "Montebello" droeg. Een van de merken was de "Cordon Blanche".
Flessen en capsules van dit champagnehuis worden nog steeds verzameld.